# 2006 ワールド・ベースボール・クラシック メキシコ代表
2006 ワールド・ベースボール・クラシック メキシコ代表（2006 - メキシコだいひょう）は、2006年に開催された第1回ワールド・ベースボール・クラシックに出場した、野球のメキシコ代表チームである。

## 概要
メジャーリーガーを中心に、リーガ・メヒカーナ・デ・ベイスボル（メキシコ夏季リーグ）の選手やマイナーリーガーなどで構成された。監督はフランシスコ・エストラーダが務めた。
第1ラウンドは大方の予想に反して首位で通過した。第2ラウンドでは最下位に沈んだものの、日本戦を除き、失点は2点以内に留まった。最終戦でアメリカ合衆国から2点を奪って勝ったことで、日本が準決勝進出することになった。結果としてメキシコが日本の優勝を間接的に手助けした、とも言える。

## 最終成績
第2ラウンド敗退（大会通算成績：3勝3敗）

### 第1ラウンド
POOL B で2勝1敗。アメリカ合衆国、カナダと並んだが、失点率で両者を上回っていたため首位で通過。
- 3月7日：アメリカ合衆国戦（チェイス・フィールド / 2時間6分 / 32,727人）

|                       | 1 | 2 | 3 | 4 | 5 | 6 | 7 | 8 | 9 | 計 | H | E |
| メキシコ（1敗）       | 0 | 0 | 0 | 0 | 0 | 0 | 0 | 0 | 0 | 0  | 4 | 0 |
| アメリカ合衆国（1勝） | 0 | 0 | 0 | 1 | 0 | 0 | 1 | 0 | X | 2  | 6 | 1 |
勝：マイク・ティムリン（1勝）　S：ブラッド・リッジ（1S）　敗：ロドリゴ・ロペス（1敗）
本塁打：【アメリカ】　デレク・リー1号（ソロ、ロドリゴ・ロペス）　チッパー・ジョーンズ1号（ソロ、オスカー・ビヤレアル）
メキシコは4回にデレク・リー、7回にチッパー・ジョーンズにそれぞれソロ本塁打を浴びた。投手陣は相手の得点をこの2点に抑えたが、打線が3併殺などの拙攻で完封負けを喫した。メキシコは黒星スタート。
- 3月8日：南アフリカ戦（スコッツデール・スタジアム / 3時間17分 / 7,937人）

|                    | 1 | 2 | 3 | 4 | 5 | 6 | 7 | 8 | 9 | 計 | H  | E |
| 南アフリカ（2敗）  | 0 | 0 | 0 | 3 | 0 | 0 | 1 | 0 | 0 | 4  | 11 | 3 |
| メキシコ（1勝1敗） | 2 | 1 | 2 | 0 | 3 | 1 | 1 | 0 | X | 10 | 12 | 2 |
勝：フランシスコ・カンポス（1勝）　敗：ダリン・スミス（1敗）
本塁打：【メキシコ】　ホルヘ・カントゥ1号（ソロ、マシュー・ダンサー）
初回に2点を先制したメキシコが、その後も着実に得点し、計10点を奪って大会初勝利を挙げた。
- 3月9日：カナダ戦（チェイス・フィールド / 3時間 / 15,744人）

|                    | 1 | 2 | 3 | 4 | 5 | 6 | 7 | 8 | 9 | 計 | H  | E |
| メキシコ（2勝1敗） | 4 | 2 | 0 | 2 | 0 | 1 | 0 | 0 | 0 | 9  | 14 | 0 |
| カナダ（2勝1敗）   | 0 | 0 | 0 | 0 | 0 | 1 | 0 | 0 | 0 | 1  | 4  | 2 |
勝：エステバン・ロアイザ（1勝）　敗：ジェフ・フランシス（1敗）
本塁打：【メキシコ】　ホルヘ・カントゥ2号（2ラン、ジェフ・フランシス）　マリオ・バレンズエラ1号（ソロ、マイク・マイヤーズ）
メキシコが初回に4点、2回に2点と序盤から大量リード。投手陣も、前日にアメリカ合衆国から8点を挙げているカナダ打線をこの試合では1点に抑えた。9－1で圧勝したメキシコが、1次リーグ首位通過を決めた。

### 第2ラウンド
POOL 1 で1勝2敗。日本、アメリカ合衆国と並んだが、失点率で両者を下回っていたため最下位となり、敗退。
- 3月12日：韓国戦（エンゼル・スタジアム・オブ・アナハイム / 2時間57分 / 42,979人）

|                 | 1 | 2 | 3 | 4 | 5 | 6 | 7 | 8 | 9 | 計 | H | E |
| メキシコ（1敗） | 0 | 0 | 1 | 0 | 0 | 0 | 0 | 0 | 0 | 1  | 5 | 0 |
| 韓国（1勝）     | 2 | 0 | 0 | 0 | 0 | 0 | 0 | 0 | X | 2  | 5 | 0 |
勝：徐在応（2勝）　S：朴賛浩（3S）　敗：ロドリゴ・ロペス（2敗）
本塁打：【メキシコ】　ルイス・アルフォンソ・ガルシア1号（ソロ、徐在応）　【韓国】　李承燁4号（2ラン、ロドリゴ・ロペス）
初回に李承燁の2ランで先制されたメキシコは、その後相手の得点を許さなかったものの、反撃を1点に抑えられ敗戦。2次リーグ初戦を落とした。
- 3月14日：日本戦（エンゼル・スタジアム・オブ・アナハイム / 2時間36分 / 16,591人）

|                 | 1 | 2 | 3 | 4 | 5 | 6 | 7 | 8 | 9 | 計 | H  | E |
| 日本（1勝1敗）  | 0 | 0 | 0 | 4 | 1 | 0 | 0 | 0 | 1 | 6  | 12 | 2 |
| メキシコ（2敗） | 0 | 0 | 0 | 0 | 0 | 0 | 0 | 1 | 0 | 1  | 3  | 2 |
勝：松坂大輔（2勝）　敗：エステバン・ロアイザ（1勝1敗）
本塁打：【日本】　里崎智也1号（2ラン、エステバン・ロアイザ）　【メキシコ】　ミゲル・オヘダ1号（ソロ、薮田安彦）
松坂大輔を始めとする日本投手陣の前に打線がソロ本塁打の1点のみに抑えられた。前日に続いて貧打に泣いたメキシコは連敗で、準決勝進出が絶望的となった。
- 3月16日：アメリカ合衆国戦（エンゼル・スタジアム・オブ・アナハイム / 2時間50分 / 38,284人）

|                          | 1 | 2 | 3 | 4 | 5 | 6 | 7 | 8 | 9 | 計 | H | E |
| アメリカ合衆国（1勝2敗） | 0 | 0 | 0 | 1 | 0 | 0 | 0 | 0 | 0 | 1  | 3 | 0 |
| メキシコ（1勝2敗）       | 0 | 0 | 1 | 0 | 1 | 0 | 0 | 0 | X | 2  | 6 | 1 |
勝：エドガー・ゴンザレス（1勝）　S：デビッド・コルテス（1S）　敗：ロジャー・クレメンス（1勝1敗）
準決勝進出がほぼ絶望となったメキシコは、15日の練習をキャンセルしディズニーランドを観光した。しかしこの試合で2点を奪いアメリカ合衆国に勝利。この結果、1勝2敗で並んだ3チームのうち最も失点率がよかった日本が準決勝へ進出することとなった。

## 代表選手
| ポジ ション | 背 番号 | 氏名                                           | 所属球団                       | 投 | 打 | 備考 |
| ----------- | ------- | ---------------------------------------------- | ------------------------------ | -- | -- | ---- |
| 監督        | 31      | フランシスコ・エストラーダ Francisco Estrada   |                                |    |    |      |
| コーチ      | 34      | フェルナンド・バレンズエラ Fernando Valenzuela |                                |    |    |      |
| コーチ      | 49      | テディ・ヒゲーラ Teddy Higuera                 |                                |    |    |      |
| 投手        | 13      | ロドリゴ・ロペス Rodrigo López                 | ボルチモア・オリオールズ       | 右 | 右 |      |
| 投手        | 21      | エステバン・ロアイザ Esteban Loaiza            | オークランド・アスレチックス   | 右 | 右 |      |
| 投手        | 33      | パブロ・オルテガ Pablo Ortega                  | アンヘロポリス・タイガース     | 右 | 両 |      |
| 投手        | 45      | エルマー・デセンス Elmer Dessens               | カンザスシティ・ロイヤルズ     | 右 | 右 |      |
| 投手        | 46      | ロベルト・ラミレス Roberto Ramírez             | メキシコシティ・レッドデビルズ | 左 | 左 |      |
| 投手        | 47      | ホルヘ・デラロサ Jorge de la Rosa              | ミルウォーキー・ブルワーズ     | 左 | 左 |      |
| 投手        | 48      | フランシスコ・カンポス Francisco Campos        | カンペチェ・パイレーツ         | 左 | 左 |      |
| 投手        | 50      | アントニオ・オスーナ Antonio Osuna             | アンヘロポリス・タイガース     | 右 | 右 |      |
| 投手        | 51      | デビッド・コルテス David Cortés                | コロラド・ロッキーズ           | 右 | 右 |      |
| 投手        | 52      | デニス・レイエス Dennys Reyes                  | ロチェスター・レッドウイングス | 左 | 左 |      |
| 投手        | 54      | エドガー・ゴンザレス Édgar González            | アリゾナ・ダイヤモンドバックス | 右 | 右 |      |
| 投手        | 56      | ルイス・アヤラ Luis Ayala                      | ワシントン・ナショナルズ       | 右 | 右 |      |
| 投手        | 57      | オスカー・ビヤレアル Óscar Villarreal          | アトランタ・ブレーブス         | 右 | 左 |      |
| 投手        | 59      | オリバー・ペレス Óliver Pérez                  | ピッツバーグ・パイレーツ       | 左 | 左 |      |
| 投手        | 73      | リカルド・リンコン Ricardo Rincón              | セントルイス・カージナルス     | 左 | 左 |      |
| 捕手        | 20      | ミゲル・オヘーダ Miguel Ojeda                  | コロラド・ロッキーズ           | 右 | 右 |      |
| 捕手        | 24      | ジェロニモ・ギル Gerónimo Gil                  | ボルチモア・オリオールズ       | 右 | 右 |      |
| 捕手        | 29      | アダン・ムニョス Adan Muñoz                    | アンヘロポリス・タイガース     | 右 | 左 |      |
| 内野手      | 3       | ホルヘ・カントゥ Jorge Cantú                   | タンパベイ・デビルレイズ       | 右 | 右 |      |
| 内野手      | 8       | アルフレッド・アメザガ Alfredo Amézaga         | フロリダ・マーリンズ           | 右 | 両 |      |
| 内野手      | 9       | ビニー・カスティーヤ Vinicio Vinny Castilla    | サンディエゴ・パドレス         | 右 | 右 |      |
| 内野手      | 17      | フアン・カストロ Juan Castro                   | ミネソタ・ツインズ             | 右 | 右 |      |
| 内野手      | 22      | ベンジー・ギル Benjamin Gil                    | カンザスシティ・ロイヤルズ     | 右 | 右 |      |
| 内野手      | 23      | エイドリアン・ゴンザレス Adrián González       | サンディエゴ・パドレス         | 左 | 左 |      |
| 内野手      | 26      | ルイス・クルーズ Luis Cruz                     | モービル・ベイベアーズ         | 右 | 右 |      |
| 内野手      | 49      | エルビエル・デュラーゾ Erubiel Durazo          | テキサス・レンジャーズ         | 左 | 左 |      |
| 外野手      | 7       | マリオ・バレンズエラ Mario Valenzuela          | サルティーヨ・サラペメーカーズ | 右 | 右 |      |
| 外野手      | 18      | ルイス・C・ガルシア Luis Carlos García         | アンヘロポリス・タイガース     | 右 | 右 |      |
| 外野手      | 28      | カリーム・ガルシア Karim García                | オリックス・バファローズ       | 左 | 左 |      |
| 外野手      | 36      | ルイス・A・ガルシア Luis Alfonso García        | モンテレイ・サルタンズ         | 右 | 右 |      |

## エピソード
判定問題
一塁塁審のボブ・デービッドソンがマリオ・バレンズエラのライトポールに当たった打球を二塁打と判定し、物議を醸した。その後バレンズエラはホルヘ・カントゥの安打で生還している。
感謝メール
日本が準決勝に進出できたのはメキシコがアメリカを2－1という接戦で下したおかげだということで、感謝の意を表す日本人によるものと思われるメールが駐日メキシコ大使館に殺到した。この現象は2次リーグ最終戦終了直後から日本優勝後まで続いた。